# Муму
«Муму́» — рассказ русского писателя Ивана Тургенева, написанный в 1852 году. По данным исследователей, в основе произведения лежат реальные события, происходившие в московском доме матери писателя Варвары Тургеневой. Рассказ впервые опубликован в журнале «Современник» в 1854 году.

## Сюжет
В одном из московских домов на Остоженке живёт барыня, окружённая многочисленной челядью. Среди её слуг выделяется дворник Герасим — человек высокого роста (около 195 см) и богатырского сложения, но глухонемой от рождения. Будучи привезённым из деревни, он долго тосковал по родным местам, но постепенно привык к городскому житью. Он усердный работник и во дворе у него всегда порядок.
С определённого момента обитатели дома начинают замечать, что Герасим с особой симпатией относится к тихой безропотной 28-летней прачке Татьяне: та боялась мрачного богатыря, но смиренно ждала своей участи. Ухаживания Герасима трогательны и дело идёт к женитьбе; он только ждёт, когда ему сошьют новый кафтан, чтобы в пристойном виде появиться перед барыней и попросить разрешения на брак. Однако барыня, понаблюдав за поведением вечно нетрезвого башмачника Капитона, вдруг решает, что исправить его может только женитьба, и определяет ему в супруги Татьяну. Дворецкий Гаврила, узнав об этом, пугается: он понимает, что ответная реакция Герасима может оказаться непредсказуемой. На срочно созванном совете был найден выход: зная о нелюбви Герасима к пьяницам, Татьяне предлагают притвориться хмельной и в таком виде пройти мимо дворника. Хитрость сработала; Герасим, просидев почти сутки в своей каморке, переживает крах любви и не препятствует чужой свадьбе.
Через год Татьяну со спившимся Капитоном по распоряжению барыни усылают в деревню. Герасим, простившись с ними на Крымском Броду, по пути домой, вытаскивает из воды топлёного щенка. Герасим приносит его домой, выхаживает и даёт кличку — Муму (одно из немногих слов, которые он может произнести). Со временем Муму превращается в симпатичную собачку, которая ко всем во дворе относится с доверием, но любит только Герасима. Барыня узнаёт о её существовании самой последней, но её попытки наладить с собачкой отношения ни к чему не приводят; неудачное знакомство завершилось требованием барыни сделать так, «чтоб её сегодня же здесь не было». Гаврила, которому был адресован этот приказ, постарался его выполнить: сначала Муму тайком увезли на Охотный ряд и продали, но спустя сутки она вернулась к Герасиму с обрывком верёвки на шее. Тогда челядь максимально доступно объясняет дворнику, что барыня недовольна его собакой. Герасим в ответ даёт понять, что сам решит эту проблему.
Спустя час Герасим вместе с Муму вышли из каморки. Дворник повёл собачку в трактир и заказал для неё щи с мясом. Затем они отправились к Крымскому Броду и сели в лодку. Когда Москва осталась далеко позади, Герасим привёл в исполнение приказ, данный барыней: утопил Муму. Затем Герасим вернулся в свою каморку, собрал вещи и самовольно вернулся в родную деревню; был хорошим работником, но жил бобылём: ни собак, ни женщин.

## История создания и публикаций
В 1852 году Тургенев, вопреки запретам цензуры, опубликовал некролог на смерть Николая Гоголя, после чего по приказу властей в течение месяца содержался под арестом, а затем был сослан в Спасское-Лутовиново. В письме Полине Виардо писатель сообщил, что ему приказано жить в деревне «до нового распоряжения».
Рассказ «Муму» был написан в апреле — мае на петербургской «съезжей», где Тургенев находился под присмотром частного пристава. Позже, уже во время пребывания в Спасском, писатель сообщил издателю Ивану Аксакову о готовности прислать «небольшую вещь, написанную под арестом». Семья Аксаковых получила «Муму» осенью того же 1852-го и откликнулась на рассказ восторженно; издатель обещал опубликовать его в «Московском сборнике». Этим планам осуществиться не удалось: второй том «Московского сборника», уже подготовленный к печати, был закрыт цензурой в марте 1853-го.
Рассказ удалось напечатать только через одиннадцать месяцев — он появился в третьем номере журнала «Современник» за 1854 год. Первым откликом на «Муму» стал специальный рапорт чиновника главного управления цензуры и официального рецензента «Современника» Николая Родзянко. В документе, направленном министру народного просвещения, Родзянко сообщал, что считает рассказ «неуместным в печати», потому что читатели могут «исполниться состраданием» к главному герою. Рапорту был дан ход: дело о публикации «Муму» рассматривалось на заседании коллегии, в результате чего на свет вышел циркуляр, подготовленный управляющим делами министерства Авраамом Норовым. Содержание рассказа было признано «щекотливым», а цензор Владимир Бекетов, позволивший его опубликовать, получил предупреждение.
Когда литературный критик Павел Анненков попытался включить «Муму» в готовящееся издание сочинений Тургенева, началась череда долгих переговоров; в подписании многочисленных ходатайств и представлении «дипломатических рапортов» участвовали Иван Гончаров, граф Мусин-Пушкин, князь Вяземский. Наконец в мае 1856 года главное управление цензуры разрешило опубликовать рассказ в собрании сочинений Тургенева; итоговую точку в «деле о „Муму“» поставил Норов.

## Герои и прототипы
В основе рассказа, по данным исследователей, лежит реальная история, случившаяся в доме Варвары Петровны Тургеневой — матери писателя. Прототипом Герасима был крепостной крестьянин Андрей по прозвищу Немой. Родившийся и выросший в деревне, отличался высоким ростом, статностью и броской внешностью. Во время одной из поездок по своим имениям его заметила Варвара Петровна. Староста, к которому помещица обратилась с расспросами, характеризовал Андрея Немого как трезвого и исправного работника. Богатыря перевезли в московский дом Тургеневой и определили дворником. Единоутробная сестра писателя, Варвара Житова, в своих воспоминаниях отмечала, что дворник носил красные кумачовые рубашки, был улыбчив и силу имел необыкновенную:
Когда ему случалось брать меня на руки, я чувствовала себя точно в каком экипаже.
У Андрея на самом деле была собачка Муму, которую он утопил после приказа Варвары Петровны. Однако, в отличие от литературного героя, реальный Андрей не покинул барыню, а продолжал ей верно служить.
Герасим сложнее своего прообраза. Он дважды стерпел «зловещую игру со своей душой» — когда его разлучили с Татьяной и когда захотели отнять Муму. Решение героя утопить собачку литературовед Виктор Чалмаев называет поступком «гордым, полным мучительной скорби и достоинства»:
Это величие Разина, покорившегося ропоту своих собратьев, но не позволившего тронуть беззащитную — и совсем не добычу! — персидскую княжну никому!
Прототипом Харитона — домашнего лекаря барыни — был крепостной крестьянин Варвары Петровны Порфирий Тимофеевич Кудряшов. Писатель хорошо знал его: во время заграничных поездок Кудряшову вменялось в обязанность исполнять роль «дядьки» при Тургеневе. С его помощью Порфирий Тимофеевич сумел получить медицинское образование и стал готовить себя к работе земским врачом, однако Варвара Петровна не захотела расставаться со своим персональным доктором.
Дворецкий Гаврила в изображении Тургенева — пройдоха и жулик; раскланиваясь и заискивая перед барыней, он тайком воровал всё, что плохо лежит. Башмачник Капитон мнил себя образованным человеком и был по-своему неглуп; с годами он утратил свой лоск, превратившись в горького пьяницу и патологического бездельника. Образ этого персонажа раскрывается с помощью присущей ему «образованной лакейской речи».
Действия барыни, привыкшей бесцеремонно вмешиваться в судьбы своих слуг, исследователи характеризуют как произвол. При этом у неё не было намерений сознательно навредить Герасиму или Татьяне: дворника она ценила как хорошего работника, прачку почти не знала:
И тем не менее, пользуясь страшным правом вершить судьбу подвластных ей людей, барыня загубила их жизнь. Думая, что творит добро и делает крепостных счастливыми, своими действиями она причинила им только тяжкие страдания и жгучую боль, лишив их права на простое человеческое счастье.

## Отзывы
В течение первых двух лет после публикации «Муму» ни одно печатное издание России не отозвалось на рассказ. Этот «заговор молчания» был связан с цензурным циркуляром, запрещавшим «печатно упоминать „Муму“ как произведение».
Однако в частной переписке литераторов и общественных деятелей рассказ и обсуждался, и анализировался. Так, Александр Герцен откликнулся на него словами «Чудо, как хорошо!»; в письме Тургеневу он отметил, что автор «Муму» «не побоялся заглянуть в душную каморку крепостного слуги, где тот имел лишь одно утешение — водку».
Иван Сергеевич Аксаков, ознакомившийся с рассказом ещё в рукописном виде, особо отметил главного героя:
В нём есть олицетворение русского народа, его страшной силы и непостижимой кротости, его удаления к себе и в себя, его молчания на все запросы, его нравственных, честных побуждений.
Константин Аксаков в письме (октябрь 1852) назвал рассказ «шагом вперёд» в творческой биографии Тургенева; позже, после снятия цензурных ограничений, публицист развил этот тезис в большой обзорной статье, где отметил, что «Муму» стоит «выше „Записок охотника“ как по более трезвому, более полновесному слову, так и по глубине содержания».
В то же время литературный критик Александр Дружинин, анализируя вышедшее собрание сочинений Тургенева, увидел в «Муму» всего лишь «мастерски отделанную миниатюрную картинку», которая равноценна «умному анекдоту» и не представляет интереса для «ценителей прекрасного». Ещё жёстче высказался на страницах «Отечественных записок» журналист Степан Дудышкин: по его мнению, «Муму», как и «Записки охотника», страдают односторонностью при освещении явлений русской жизни, а потому их нельзя назвать «подлинными произведениями искусства».

## Художественные особенности
Композиция рассказа компактна и проста: в ней всё подчинено раскрытию образа Герасима. Автор воспроизводит несколько ярких эпизодов из биографии героя, которые приходятся на разные этапы его жизни. В итоге возникают три неравные части. Первая — экспозиция — бегло повествует о прошлом Герасима, его деревенской жизни. Главная — московская — часть разбита на два временны́х отрезка: в одном речь идёт о любви к Татьяне, в другом излагается драма с Муму. Завершает историю небольшой эпилог.
Образ Герасима раскрывается через его отношение к Татьяне и через привязанность к Муму:
Каждая из этих частей имеет свою законченную композицию. В них можно увидеть завязку, развитие действия, кульминацию и свою развязку.
Почти в каждом ключевом эпизоде автор обращает внимание на выражение лица Герасима. Оно является «зеркалом душевных переживаний героя», в котором читаются то недоумение, то угрюмость, то тихая радость. Одной из самых щемящих сцен рассказа является эпизод в трактире, когда дворник, решив напоследок накормить обречённую на смерть собачку, долго смотрел на неё. О чувствах Герасима в этот момент не говорится ничего, однако его драма раскрывается в предложении про «две тяжёлых слезы», которые выкатились из глаз богатыря.

## Адаптации и влияние
Рассказ неоднократно экранизировался:
- 1949 — диафильм «Муму»
- 1959 — «Муму», (СССР) режиссёры Евгений Тетерин, Анатолий Бобровский
- 1972 — Муму / Mumu (ТВ), (Чехословакия). Реж. Юзеф Захар[словац.]
- 1987 — «Муму» (мультфильм) (СССР) — режиссёр Валентин Караваев
- 1998 — «Му-му» — режиссёр Юрий Грымов

В Академическом Малом Драматическом театре — Театре Европы, более 30 лет с успехом идёт спектакль «Муму», поставленный режиссёром Вениамином Фильштинским в 1984 году.
В городе Онфлёр, Франция, установлен памятник Муму (проект Юрия Грымова и Владимира Цеслера).
25 марта 2004 года в Санкт-Петербурге на площади Тургенева состоялось открытие памятника Муму, приуроченное к 150-летию со дня первой публикации рассказа. Отлитая из чугуна скульптурная композиция представляет собой пса, свернувшегося у огромных сапог.